# ويليام ميرفي (مغن مؤلف)
ويليام ميرفي (بالإنجليزية: William Murphy)‏ هو مغن مؤلف أمريكي، ولد في 2 أغسطس 1973 في ديترويت في الولايات المتحدة.

## روابط خارجية
- ويليام ميرفي على موقع IMDb (الإنجليزية)
- ويليام ميرفي على موقع ميوزك برينز (الإنجليزية)
- ويليام ميرفي على موقع ديسكوغز (الإنجليزية)